# 森邦宏
森邦宏（12月3日—），日本男性動畫導演、演出家。代表作有擔任導演的《絢爛舞踏祭》、《少年陰陽師》、《SD鋼彈三國傳 Brave Battle Warriors》及《超速變形螺旋傑特》等。
落語家、漫畫家雷門獅篭跟森邦宏是堂兄弟關係。

## 主要參加作品

### 電視動畫
- 1994年：機動武鬥傳G鋼彈（演出）
- 1995年：新機動戰記鋼彈W（分鏡、演出）
- 1996年：機動新世紀鋼彈X（分鏡、演出）
- 1997年：勇者王（分鏡、演出）
- 1998年：機動神腦（分鏡、演出）
- 1998年：星際牛仔（分鏡、演出）
- 1999年：∀鋼彈（分鏡、演出）
- 2000年：機巧奇傳（分鏡、演出）
- 2001年：Z.O.E Dolores, i（日语：Z.O.E Dolores, i）（演出）
- 2002年：最終幻想：無限（演出）
- 2002年：帝皇戰紀（分鏡、演出）
- 2002年：機動戰士鋼彈SEED（分鏡）
- 2003年：青檸色之戰奇譚（分鏡）
- 2004年：絢爛舞踏祭（導演）
- 2006年：Fate/stay night（後期OP演出）
- 2006年：少年陰陽師（導演）
- 2007年：爆丸（分鏡、演出）
- 2010年：HEROMAN（分鏡、演出）
- 2010年：SD鋼彈三國傳 Brave Battle Warriors（導演）[注 1]
- 2011年：GOSICK（分鏡）
- 2011年：TIGER & BUNNY（總演出、分鏡）
- 2012年：加速世界（分鏡、演出、OP&ED演出）
- 2012年：超速變形螺旋傑特（導演）[注 2]
- 2014年：機甲巴打（分鏡）
- 2014年：鋼彈G之復國運動（演出）
- 2015年：終結的熾天使（分鏡、演出）
- 2016年：爆音少女!!（分鏡、演出）
- 2016年：甲鐵城的卡巴內利（演出）
- 2016年：Yuri!!! on ICE（演出）
- 2016年：烏龍麵之國的金色毛毬（分鏡）
- 2017年：飆速宅男 NEW GENERATION（演出）
- 2018年：暮光幻影（導演、分鏡）
- 2019年：雷頓神秘偵探社 ～卡特莉的解謎事件簿～（分鏡）
- 2019年：魔法少女特殊戰明日香（演出）
- 2019年：深夜的超自然公務員（分鏡）
- 2019年：碧藍幻想 The Animation Season 2（分鏡、演出）
- 2025年：神統記（分镜）

### OVA
- 1991年：機動戰士鋼彈0083：Stardust Memory（製作進行）
- 1996年：機動戰士鋼彈 第08MS小隊（演出）
- 1999年：機動戰士鋼彈 第08MS小隊 特別篇 最後的樂園（導演）[注 3]

### 電影動畫
- 2001年：星際牛仔：天國之門（演出助手）
- 2010年：超電影版SD鋼彈三國傳 Brave Battle Warriors（導演）[注 1]

## 腳註

## 相關項目
- 日昇動畫
- 日本動畫師列表

## 外部連結
- 森邦宏的X（前Twitter） （日語）
- （日語）－BONES官方網站。